# Microsoft Publisher
El Microsoft Publisher (formalment i oficialment Microsoft Office Publisher) és l'aplicació d'autoedició o DTP (per DeskTop Publishing en anglès) de Microsoft Corporation. Sovint és considerat com un programa per a principiants o de "nivell d'entrada" (entry level), que difereix del processador de textos Word en el fet que es posa l'accent en el disseny i la maquetació de les pàgines, més que en el procés i la correcció de textos.

## Característiques
El Microsoft Publisher és un programa que proveeix un historial simple d'edició similar al del seu producte germà Word, però a diferència de l'Adobe InDesign i Adobe InCopy, no proporciona una possibilitat integrada (built-in) de maneig de codi XML.
Ajuda a crear, personalitzar i compartir amb facilitat una àmplia varietat de publicacions i material de màrqueting. Inclou una varietat de plantilles, instal·lades i descarregables des del seu lloc web, per a facilitar el procés de disseny i maquetació.

## Porció de mercat
El Publisher té una quota de mercat (market share) relativament petita, en un segment clarament dominat per Adobe InDesign i QuarkXPress.
Això es deu al fet que aquest editor ha sigut històricament menys desitjat per part dels centres gràfics o d'impressió, en comparació a les altres aplicacions DTP recentment mencionades.
A més, la seva posició com una aplicació de "nivell d'entrada" agreuja algunes de les seves limitacions (sobretot en les seves versions antigues), com les fonts (fonts) no disponibles, o la impossibilitat de mostrar objectes incrustats (object embedding) en altres computadores (Això no obstant, Publisher proveeix d'eines per a empaquetar arxius múltiples en un únic fitxer autoextraïble, i així bregar amb aquest problema desagradable). Algunes característiques típiques d'una aplicació d'alt nivell d'aquest tipus, com les transparències, l'ombrejat d'objectes o l'exportació directa a format PDF no són funcionals o directament no estan suportades (sobretot, en les versions més velles del software).
No obstant això, les versions recents del producte tenen una major capacitat amb relació a la separació i el processament de diversos (nivells de) colors. Microsoft Publisher 2007 també inclou la capacitat per a l'exportació d'arxius en format PDF, amb la possibilitat d'incloure o incrustar (embed) els propis tipus tipogràfics dins d'ells (garantint així una reproducció fidel en computadores que no tenen instal·lades massa fonts, particularment aquelles que no són tan populars). Això no obstant, aquesta característica està disponible com una descàrrega (download) addicional des del lloc web de Microsoft.
El format d'arxiu propietari de Publisher no és suportat per la majoria de les altres aplicacions, amb l'única excepció de l'Adobe PageMaker. Això no obstant, el plug-in PUB2ID (Publisher to InDesign) de Markzware's convertirà documents de Publisher de les versions 2002 fins a 2007 als formats CS2 i CS3 d'Adobe InDesign. Així mateix, Publisher suporta altres formats com el EMF (Enhanced Metafile, "meta-arxiu millorat"), el qual està relativament difós en la plataforma Windows.
El Publisher està inclòs entre la gamma alta dels programes de Microsoft Office. Això reflecteix l'èmfasi de Microsoft de posicionar el seu producte com una alternativa relativament barata als dos "pesos pesants" de la indústria. També està enfocat al mercat de les petites empreses, les quals usualment no disposen de professionals específicament dedicats al disseny i maquetació de pàgines i documents.

### Versions
- 1991 Microsoft Publisher, per a Windows.
- 1993 Microsoft Publisher, per a Windows.
- 1995 Microsoft Publisher 3.0, també conegut com "L'editor per a Windows 95".
- 1996 Microsoft Publisher 97 (Windows 95 i superior), inclòs només en la Small Business Edition d'Office 97.
- 1998 Microsoft Publisher 98 (Windows 95 i superior), inclòs en el SDK d'Office 97.
- 1999 Microsoft Publisher 2000 (Windows 95 i superior), inclòs en les versions Small Business, Professional, Premium i Desenvolupadors d'Office 2000.
- 2001 Microsoft Publisher 2002 (Windows 98 i superior), inclòs en Office XP Professional, així com en una versió especial anomenada precisament Professional Special Edition.
- 2003 Microsoft Office Publisher 2003 (Windows 2000 SP3 i superior), inclòs en les versions Small Business, Professional i Enterprise Professional.
- 2007 Microsoft Office Publisher 2007 (Windows XP SP2 i superior), inclòs en les versions Petites i Mitjanes Empreses, Professionals i Comerços, Professional Plus i Ultimate.
- 2010 Microsoft Publisher 2010 (Windows Vista SP2 i superior), inclòs en les versions Standard, Professional i Professional Plus.